# Peter Lynch
Pour les articles homonymes, voir Peter Lynch (homonymie).
Peter Lynch, né le 19 janvier 1944 à Newton dans le Massachusetts, est un financier et investisseur américain, principalement connu pour avoir été le gestionnaire du Fidelity Magellan Fund (en) de 1977 à 1990, période durant laquelle il a transformé ce fonds en l'un des plus performants et des plus importants au monde, avec un taux de rendement annuel moyen de 29,2 %. Sous sa gestion, le fonds est passé de 18 millions à plus de 14 milliards de dollars d'actifs.
Reconnu pour sa stratégie d’investissement basée sur la recherche d'entreprises sous-évaluées et prometteuses, Peter Lynch est devenu une figure centrale dans le domaine de la gestion de fonds et de l'investissement pour particuliers. Son principe « investissez dans ce que vous connaissez » est popularisé dans ses ouvrages à succès, notamment One Up on Wall Street (édité en français sous le titre Et si vous en saviez assez pour gagner en bourse...) et Beating the Street, qui sont aujourd’hui des classiques de la littérature financière.

## Jeunesse et formation
Peter Lynch naît le 19 janvier 1944 à Newton dans le Massachusetts. En 1951, alors qu'il a sept ans, son père est diagnostiqué d'un cancer du cerveau. Il meurt trois ans plus tard, et la mère de Lynch doit travailler pour subvenir aux besoins de la famille. Lynch rapporte que dès son adolescence, il travaille comme caddie pour aider à subvenir aux besoins de la famille. Alors qu'il est en deuxième année au Boston College, il utilise ses économies pour acheter 100 actions de Flying Tiger Airlines à 7 dollars par action. Le cours monte ensuite à 80 dollars par action, et les profits aident à payer ses études.
En 1965, il obtient son diplôme du Boston College où il a étudié l'histoire, la psychologie et la philosophie. Il obtient ensuite un Master of Business Administration de la Wharton School de l'université de Pennsylvanie en 1968.

## Carrière d'investisseur

### Fidelity
En 1966, Lynch est embauché comme stagiaire chez Fidelity Investments, en partie parce qu'il a été caddie pour le président de Fidelity, D. George Sullivan, (entre autres) au Brae Burn Country Club (en) de Newton,. Il couvre initialement les industries du papier, de la chimie et de l'édition, et lorsqu'il revient après un service de deux ans dans l'armée, il est embauché de manière permanente en 1969. Cette fois, Lynch est chargé de suivre les industries du textile, des métaux, des mines et de la chimie, devenant finalement directeur de recherche chez Fidelity de 1974 à 1977,.

#### Fidelity Magellan Fund
En 1977, Lynch est nommé à la tête du Fidelity Magellan Fund (en), alors confidentiel, qui dispose de 18 millions de dollars d'actifs. Lorsqu'il démissionne de son poste de gestionnaire de fonds en 1990, le fonds a atteint plus de 14 milliards de dollars d'actifs avec plus de 1 000 positions en actions individuelles. De 1977 à 1990, le fonds Magellan affiche un rendement annuel moyen de 29,2 %, et en 2003, il a le meilleur rendement sur 20 ans de tous les fonds communs de placement, jusqu'en 2017,,.
En prenant la direction du fonds Magellan alors qu'il est encore petit, Lynch n'a aucune restriction imposée par Fidelity sur les types d'actions qu'il peut acheter, et il n'est limité que par les lois ou les réglementations. Il se concentre sur les entreprises individuelles qu'il pense être de bons investissements plutôt que sur une stratégie globale, commençant par les grandes entreprises américaines et déplaçant progressivement son accent sur les petites entreprises et les actions internationales. Il trouve des succès dans une large gamme d'actions de différentes industries. Selon son livre Beating the Street, ses choix les plus rentables pendant qu'il dirige le fonds Magellan sont Fannie Mae (500 millions de dollars), Ford (199 millions de dollars), Philip Morris (en) (111 millions de dollars), MCI (92 millions de dollars), Volvo (79 millions de dollars), General Electric (76 millions de dollars), General Public Utilities (69 millions de dollars), Student Loan Marketing (65 millions de dollars), Kemper (en) (63 millions de dollars), et Lowe's (54 millions de dollars).

## Philosophie d'investissement
Lynch a écrit (avec le co-auteur John Rothchild (en)) trois livres sur l'investissement : One Up on Wall Street, Beating the Street, et Learn to Earn. Le dernier livre est écrit pour les investisseurs débutants de tous âges, principalement les adolescents. En essence, One Up sert de théorie tandis que Beating the Street est l'application. One Up expose la technique d'investissement de Lynch, y compris des chapitres consacrés aux classifications des actions, les two-minute drill (analyse de l'entreprise en deux minutes), les chiffres connus, et la conception d'un portefeuille. La majeure partie de Beating the Street consiste en une discussion approfondie action par action des sélections de Lynch de 1992 dans Barron's Magazine, fournissant essentiellement une illustration des concepts précédemment discutés. Ainsi, les deux livres représentent du matériel d'étude pour les investisseurs de tout niveau de connaissance ou de compétence.
Lynch a également écrit une série d'articles d'investissement pour le magazine Worth (en) qui développent de nombreux concepts et entreprises mentionnés dans les livres.
Son principe d'investissement le plus célèbre est « investissez dans ce que vous connaissez », popularisant le concept économique de « savoirs locaux ». Puisque la plupart des gens tendent à devenir experts dans certains domaines, l'application de ce principe de base aide les investisseurs individuels à trouver de bonnes actions sous-évaluées. Lynch utilise ce principe comme point de départ. Il a également souvent dit que l'investisseur individuel est potentiellement plus capable de gagner de l'argent avec des actions qu'un gestionnaire de fonds, car ils sont capables de repérer de bons investissements dans leur vie quotidienne avant Wall Street. Dans ses deux classiques de l'investissement, il a décrit de nombreux investissements qu'il a trouvés en dehors de son bureau. Par exemple, dans One Up, Lynch explique comment il a investi dans Dunkin' Donuts non pas après avoir lu à propos de l'entreprise dans le Wall Street Journal, mais après avoir été impressionné par leur café en tant que client. Supposant que d'autres seraient également impressionnés et notant que les emplacements de l'entreprise à Boston étaient toujours occupés, il a ensuite étudié la situation financière de l'entreprise et a décidé d'investir dans Dunkin' Donuts, qui s'est avéré être l'une des actions les plus performantes qu'il ait jamais achetées. Lynch croit que l'investisseur individuel est capable de faire des choix d'investissement intelligents similaires en remarquant des opportunités particulières comme Dunkin' Donuts ou en prêtant attention aux tendances commerciales dans leurs carrières et loisirs. En utilisant des exemples du fonds Magellan, ses livres expliquent comment un novice doit lire et interpréter la documentation de l'entreprise pour obtenir des informations sur la valorisation des actions, les bénéfices, le flux de trésorerie et d'autres données.
Lynch a déclaré dans One Up on Wall Street que ses études de premier cycle en philosophie et en logique étaient plus importantes pour sa carrière que les mathématiques ou la finance qu'il a étudiées pour son MBA. À Wharton, il en est venu à croire que les deux théories d'investissement prédominantes en milieu universitaire, l'hypothèse de la marche aléatoire (en) et l'hypothèse des marchés financiers efficients, étaient contradictoires. Les concepts enseignés par les professeurs à l'école étaient régulièrement réfutés par les professionnels pendant son stage chez Fidelity. Il en est donc venu à se fier davantage aux praticiens qu'aux théoriciens : « Il me semblait que ce qui était censé vous aider à réussir dans le monde de l'investissement ne pouvait que vous aider à échouer. [...] L'analyse quantitative m'a appris que les choses que je voyais se produire chez Fidelity ne pouvaient pas vraiment se produire ».
Lynch a également argumenté contre le market timing (en), affirmant : « Beaucoup plus d'argent a été perdu par des investisseurs se préparant pour des corrections (en) ou essayant d'anticiper des corrections que ce qui a été perdu dans les corrections elles-mêmes ».
Lynch a popularisé la stratégie d'investissement en actions « GARP » (Growth at a reasonable price), qui est une approche hybride de sélection d'actions qui équilibre le potentiel d'investissements dans la croissance (en) pour des augmentations de prix des actions avec la discipline de l'investissement de valeur pour éviter d'acheter des actions surévaluées. De nombreux fonds bien connus suivent maintenant le modèle GARP, allant des fonds d'actions comme le Fidelity Investments Fidelity Contrafund (FCNTX) et le Lemma Senbet Fund (en), aux fonds indiciels comme le Russell Indexes (en) iShares Russell 1000 Growth Index.
Il a également inventé l'expression « ten bagger » dans un contexte financier. Cela fait référence à un investissement qui vaut dix fois son prix d'achat initial, et vient du baseball où le nombre de « sacs » ou de « bases » qu'un batteur peut courir est une mesure du succès de ce frappeur. Un joueur de baseball qui frappe un coup de circuit (four-bagger) passera toutes les quatre bases, et un tel coup est parfois appelé un coup de quatre buts. De même, un coup de baseball double est parfois appelé un deux-bagger. Comme Lynch l'a écrit dans One Up on Wall Street, « Dans mon métier, un four-bagger est sympa, mais un dix-bagger est l'équivalent fiscal de deux coups de circuit et un double ». Dans Beating the Street, Lynch a développé avec le many-bagger, « Pour la plupart, les groupes NAIC (National Association of Investors Corp) achètent des actions dans des entreprises de croissance bien gérées avec une histoire de prospérité, et dans lesquelles les bénéfices sont en hausse. C'est le pays du many-bagger, où il n'est pas inhabituel de faire 10, 20, ou même 30 fois votre investissement initial en une décennie.

## Vie personnelle
Lynch était marié avec Carolyn Lynch (en), avec qui il a cofondé la fondation Lynch. Ils ont trois filles. Sa femme décède en octobre 2015 des complications d'une leucémie à l'âge de 69 ans.

## Richesse et philanthropie
En 2006, le magazine Boston classe Lynch parmi les 50 Bostoniens les plus riches, le plaçant à la 40e place avec une fortune nette totale de 352 millions de dollars.
Bien qu'il continue de travailler à temps partiel en tant que vice-président de Fidelity Management & Research Co., en passant la plupart de son temps à mentorer de jeunes analystes, Peter Lynch consacre beaucoup de temps à la philanthropie. Il dit qu'il considère ce domaine comme une forme d'investissement et qu'il préfère donner de l'argent pour soutenir des idées qu'il pense pouvoir se répandre, comme First Night (en), le festival du Nouvel An qui a commencé à Boston en 1976 et a inspiré des événements similaires dans plus de 200 autres communautés, et City Year (en), un programme de service communautaire fondé à Boston en 1988 qui opère maintenant dans 29 villes à travers les États-Unis.
Les Lynch donnent de l'argent principalement de cinq façons : en tant qu'individus, par le biais de la fondation Lynch, par le biais du fonds Fidelity Charitable Gift, et par le biais de deux fondations caritatives (en). Ils ont fait des dons en tant qu'individus, en donnant 10 millions de dollars à l'alma mater de Peter Lynch, le Boston College. En retour, l'école a nommé la Lynch School of Education and Human Development (en) en l'honneur de la famille,.
La fondation Lynch, évaluée à 125 millions de dollars, donne 8 millions de dollars en 2013 et a accordé 80 millions de dollars en subventions depuis sa création. La fondation soutient l'éducation, les organisations religieuses, les organisations culturelles et historiques, et les hôpitaux et la recherche médicale. Par exemple, elle a donné 20 millions de dollars pour établir en 2010 la Lynch Leadership Academy (LLA), un programme de recherche et de formation pour les directeurs d'école à la Carroll School of Management (en) du Boston College. La fondation Lynch est l'un des premiers grands soutiens de Teach for America, AmeriCares (en), et Partners In Health (en). Lynch est intronisé au Junior Achievement U.S. Business Hall of Fame en 1991.
Lynch est membre du conseil des membres de la Harvard Medical School.

## Distinctions
En 1992, Lynch reçoit le Seton Award de la National Catholic Educational Association (en).